# فردریک تودور
فردریک تودور (۴ سپتامبر ۱۷۸۳ - ۶ فوریه ۱۸۶۴) یک تاجر و بازرگان آمریکایی بود. وی که به «پادشاه یخی» بوستون معروف است، بنیانگذار شرکت یخ تودور و پیشگام تجارت بین‌المللی یخ در اوایل قرن نوزدهم بود. او ثروت خود را با حمل یخ از حوضچه‌های یخی نیوانگلند به بندرهای کارائیب، اروپا و تا هند و هنگ کنگ بدست آورد.

## شغل و خانواده

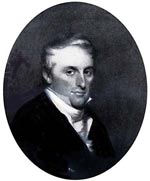
فردریک تودور در سن جوانی

تودور پسر سوم ویلیام تودور، وکیل ثروتمند بوستون و دلیا جارویس تودور بود. اگرچه برادر بزرگتر ویلیام تودور (۱۸۳۰–۱۷۷۹) به یکی از چهره‌های برجسته ادبی بوستون تبدیل می‌شود، تودور فرصت تحصیل در هاروارد را نادیده گرفت و از سن ۱۳ سالگی مشغول کارکردن و تجارت شد. پس از سفر به کارائیب، او تصمیم گرفت که می‌تواند از صادرات یخ از حوضچه‌های ماساچوست ثروت کسب کند.

## مرگ
فردریک تودور در شنبه، ۶ فوریه ۱۸۶۴ در بوستون در خانه خود در گوشه شمال غربی خیابان بیکن درگذشت. وی در قبرستان کلیسای کینگ در خیابان ترمونت در مقبره خانوادگی تودور (شماره سیزده) به خاک سپرده شد، اما ممکن است بعداً بقایای بدن او منتقل شود.